# Santolina pinnata
Santolina pinnata là một loài thực vật có hoa trong họ Cúc. Loài này được Viv. miêu tả khoa học đầu tiên năm 1802.